# Ectatina
Ectatina is een kevergeslacht uit de familie van de boktorren (Cerambycidae). De wetenschappelijke naam van het geslacht werd voor het eerst geldig gepubliceerd in 1907 door Gahan.

## Soorten
Ectatina is monotypisch en omvat slechts de volgende soort:
- Ectatina irrorata Gahan, 1907